# 莫尔桑 (马恩省)
莫尔桑（法語：Morsains，法語發音：[mɔʁsɛ̃]）是法国马恩省的一个市镇，属于埃佩尔奈区。

## 地理
莫尔桑（48°47'50"N, 3°32'10"E）面积14.33 平方千米，位于法国大東部大區马恩省，该省份为法国东北部内陆省份，北起阿登省，西北接埃纳省，西南接塞纳-马恩省，南至奥布省，东南接上马恩省，东临默兹省。
与莫尔桑接壤的市镇（或旧市镇、城区）包括：梅克兰日、尚吉永、莱塞萨尔莱塞扎讷、勒戈-苏瓦尼、里约、特雷福勒。

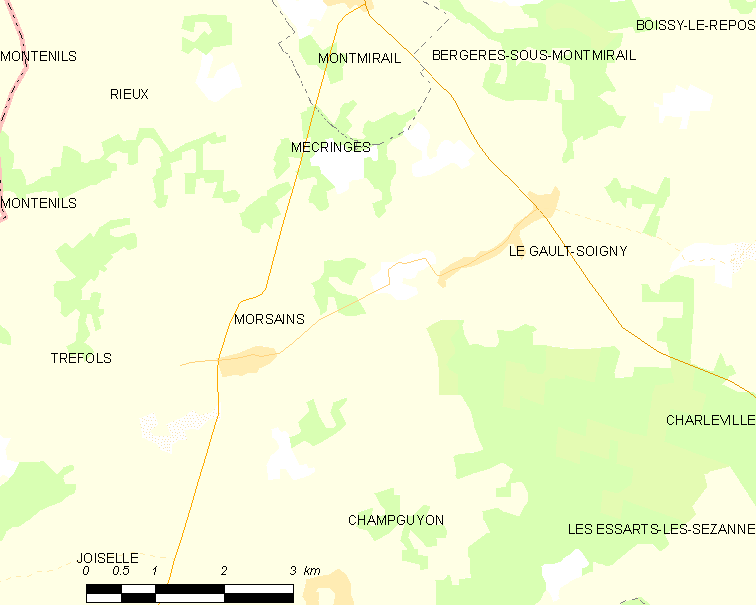
的OSM定位图

莫尔桑的时区为UTC+01:00、UTC+02:00（夏令时）。

## 行政
莫尔桑的邮政编码为51210，INSEE市镇编码为51386。

## 政治
莫尔桑所属的省级选区为塞扎讷-布里-香槟县。

## 人口

1962-2008年间人口变化图示

莫尔桑于2022年1月1日时的人口数量为149人。